# Vigdís Finnbogadóttir
Vigdís Finnbogadóttir, née le 15 avril 1930 à Reykjavik, est une femme d'État islandaise, présidente de l'Islande entre 1980 et 1996, au cours de quatre mandats successifs. Elle est la première femme au monde élue au suffrage universel direct à la tête d'un État,. Elle est membre du Club de Madrid et membre d'honneur du Club de Budapest.

## Biographie

### Jeunesse
Le père de Vigdís Finnbogadóttir, Finnbogi Rútur Þorvaldsson, est ingénieur civil, et en même temps professeur à l'université d'Islande. Sa mère, Sigríður Eiríksdóttir, est infirmière et présidente de l'Association des infirmières islandaises.
Après avoir passé son matriculation exam en 1949, Vigdís Finnbogadóttir étudie le français et la littérature française à l'université de Grenoble et à la Sorbonne à Paris de 1949 à 1953, l'histoire du théâtre à l'université de Copenhague et obtint un BA (Bachelor of Arts) en français et en anglais en même temps qu'un Professional Graduate Certificate in Education à l'université d'Islande. Ce titre permet d'être qualified teacher dans les pays anglo-saxons.
Elle parle couramment le français pour l'avoir étudié à Grenoble et enseigné à la télévision islandaise.

### Carrière
Elle commence sa carrière en mettant en place une école de formation des guides touristiques et aussi la première troupe de théâtre nationale. Entre 1954 et 1957 puis entre 1961 et 1964, elle dirige le théâtre de Reykjavik.
Le 24 octobre 1975, déjà impliquée politiquement, elle participe à la grève générale des femmes qui paralyse tout le pays.
De 1976 à 1980, elle est membre du comité consultatif des affaires culturelles des pays nordiques.

### Présidente
En 1980, elle est la première femme démocratiquement élue d'un pays européen à accéder aux fonctions de chef de l'État. Elle est réélue sans opposition en 1984 et le 27 juin 1992. Sa réélection en 1988 est une autre première, puisqu'elle se trouve opposée à une seule candidate, Sigrún Þorsteinsdóttir, mais elle obtient un troisième mandat consécutif en totalisant plus de 94 % des voix.

## Héritage féministe
Tout au long de sa carrière, Vigdís Finnbogadóttir a été une fervente défenseuse de l’égalité entre les femmes et les hommes. Son élection à la présidence de l’Islande en 1980, première au monde pour une femme élue au suffrage universel, a représenté un tournant symbolique dans la lutte pour la reconnaissance des femmes dans la sphère politique. Elle a été élue cinq ans après la grève historique des femmes islandaises du 24 octobre 1975, à laquelle elle a elle-même participé, et qui a profondément marqué la conscience collective sur les inégalités de genre dans le pays.
Durant ses quatre mandats, elle a activement encouragé la participation des femmes à la vie politique, sociale et culturelle. Elle a affirmé à plusieurs reprises que son élection appartenait à toutes les femmes, et que leur présence dans les lieux de pouvoir était indispensable à une démocratie équilibrée. Elle s’est également engagée pour l’accès à l’éducation des filles et pour la promotion de la culture, estimant que l’autonomie intellectuelle et culturelle constituait une condition essentielle de l’émancipation.

### Engagements féministes et accomplissements
- Promotion de l’égalité des sexes : durant ses seize années de présidence, Vigdís Finnbogadóttir a soutenu activement les droits des femmes, soulignant l’importance de leur participation égale dans tous les domaines de la société.
- Modèle pour les générations futures : elle est reconnue pour avoir ouvert la voie à de nombreuses femmes leaders, en servant de modèle et en démontrant que les femmes pouvaient exceller aux plus hautes fonctions de l’État.
- Distinctions honorifiques : en reconnaissance de son impact, elle a reçu en 2014 le WIP Award for Lifetime Achievements in Female Political Empowerment, soulignant son rôle déterminant dans l’autonomisation politique des femmes[10].
- Héritage durable : en 2023, le « prix Vigdís pour l’empouvoirement des femmes » a été institué par le Conseil de l'Europe pour honorer les individus ou organisations œuvrant à l’égalité des sexes et à la participation équitable des femmes dans les processus décisionnels[11].

Après sa présidence, elle a poursuivi son engagement en tant qu'ambassadrice de bonne volonté pour l'UNESCO, défendant notamment la diversité linguistique et les droits des femmes à l’échelle mondiale. Elle est aujourd’hui considérée comme une figure emblématique du féminisme nordique et de la diplomatie culturelle.

### Depuis 1996
En 1996, elle s'installe à Copenhague pour trois ans.
Elle préside le Conseil des gouvernantes du monde à la John F. Kennedy School of Government de l'université Harvard depuis 1996.
Depuis 1996, elle est ambassadrice de bonne volonté pour l'UNESCO.
En 2008, elle représente, pour la première fois, l'Islande à la candidature au siège du Conseil de Sécurité de l'ONU pour le « Bloc » Europe occidentale pour un mandat de 2 années (entre le 1er janvier 2009 et le 31 décembre 2010).
Elle reçoit de nombreux prix honorifiques pour l'ensemble de ses actions, et a fondé récemment le Young International Women's Council, qui s'est donné pour but de protéger les droits individuels des femmes.
Vigdís Finnbogadóttir est également membre du comité d'honneur de la Fondation Chirac, lancée en 2008 par l'ancien chef de l'État français Jacques Chirac pour œuvrer en faveur de la paix dans le monde.
Le 17 octobre 2016, elle est nommée docteur honoris causa à l'université Paris IV. Lors de la cérémonie, elle a rappelé l'impact de la grève des femmes en 1975 en Islande qui a contribué à la prise de conscience dans le pays sur la place des femmes au travail.